# Chrysotus rubzovi
Chrysotus rubzovi är en tvåvingeart som beskrevs av Negrobov och Maslova 1995. Chrysotus rubzovi ingår i släktet Chrysotus och familjen styltflugor.
Artens utbredningsområde är Liaoning (Kina). Inga underarter finns listade i Catalogue of Life.